# Rotunda, Antarktis
Rotunda är en bergstopp i Antarktis. Den ligger i Östantarktis. Nya Zeeland gör anspråk på området. Toppen på Rotunda är 1 993 meter över havet.
Terrängen runt Rotunda är kuperad västerut, men österut är den bergig. Trakten är obefolkad. Det finns inga samhällen i närheten. 